# Svatý rok 1933
Jubilejní Svatý rok 1933 byl mimořádným Svatým rokem zasvěcený Vykoupení a konal se od 2. dubna 1933 do 2. dubna 1934. Pius XI. jej vyhlásil 6. ledna 1933 bulou Quod Nuper „mimořádné jubileum“ u příležitosti 1900. výročí Ježíšovy smrti. Tato událost byla oslavována obzvlášť velkolepě. Papež pronesl až 620 projevů a do Říma se sjely více než 2 miliony poutníků. K přepravě věřících z celého světa bylo použito více než 500 železničních vozů.

## Příprava

### Osobnost Pia XI.
Daniel Rops  (1901–1965) uvádí: „Kdyby byl Pius XI. zemřel v roce 1930 namísto 1939, byl by nám zanechal o sobě zcela jiný obraz než ten, který známe. Byl by ovšem býval slaven nejen jako úspěšný nástupce Benedikta XV. ve své konkordátní politice, ale také jako papež Katolické akce, sociálního katolicismu a intelektuální obrody, jako papež barevných církví a prvních ekumenických snah. Jeho charakteristické rysy, jež jsou i dnes považovány za charakteristické pro jeho osobnost a jež se tak mocně dotkly jeho současníků, by však nikdy nebyly bývaly oceněny.“ Rops dále pokračuje: „Před rokem 1930 měl velmi málo příležitostí k rozvinutí těchto darů (neoblomnost v zásadách, strohá energičnost, chladná rozhodnost nikdy nekolísající před zodpovědností), později však příliš mnoho ... Obrana víry byl vrcholný důvod všeho, co konal.“

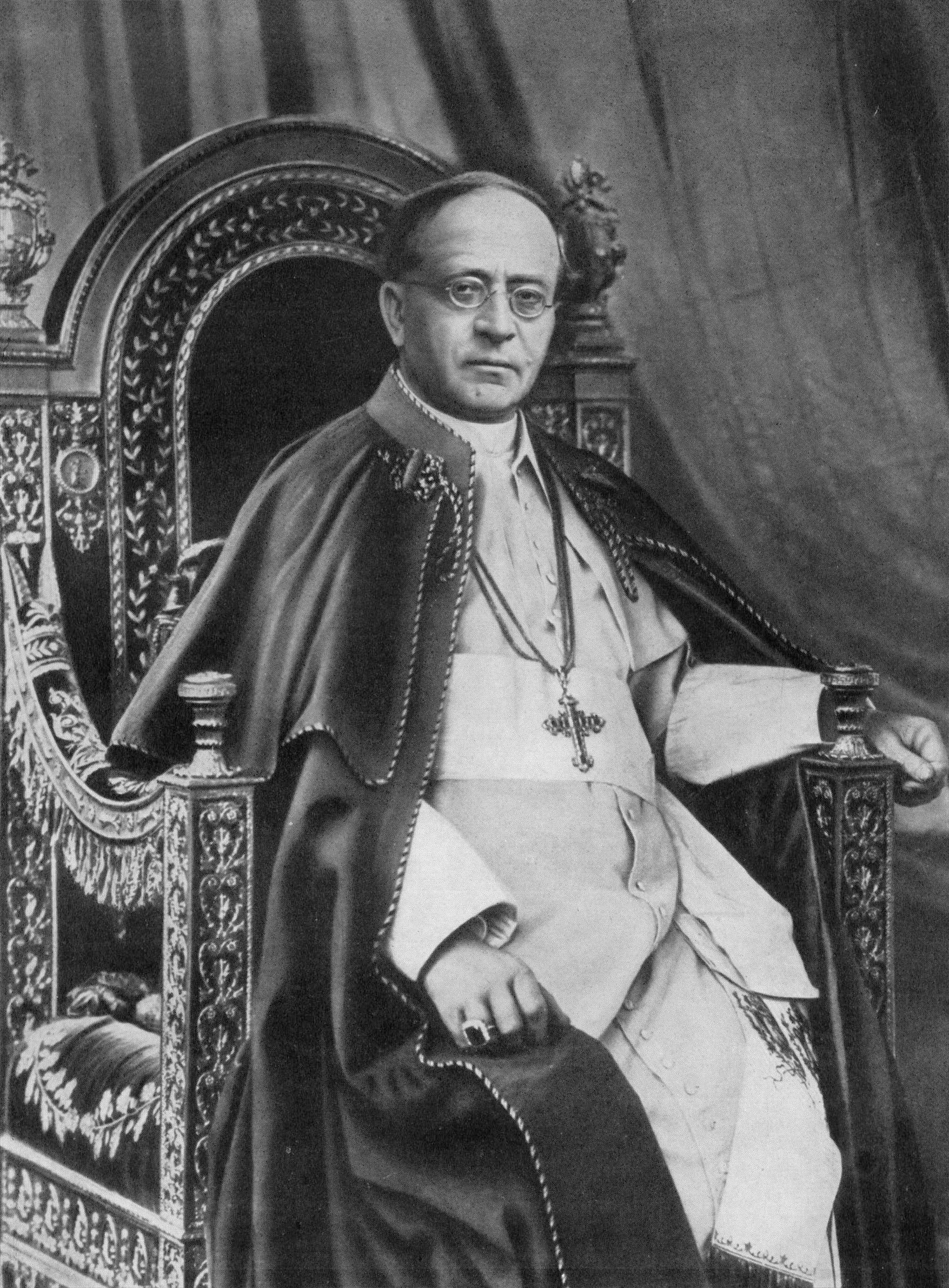
Papež Pius XI. (1857–1939), vlastním jménem Ambrogio Damiano Achille Ratti, za jehož pontifikátu se konal Svatý rok 1933

Do dějin vstoupil Pius XI. jako papež konkordátů. Konkordát ovšem není, jak se někdy naivně prohlašuje, dohoda mezi přáteli. Nelze se tedy divit, snažil-li se o konkordát i tam, kde se projevovalo vůči církvi nepřátelství. I když některé konkordáty nakonec zklamaly, přece poskytly církvi aspoň právní základnu tam, kde se jí žádná práva přirozená nepřiznávala – k vyjádření nesouhlasu. Po první světové válce měly nové státy zájem na úpravě poměrů církve na svém území. Československá vláda odmítala formální konkordát, ale přistoupila na jakési podmínky soužití – modus vivendi v roce 1928. To bylo jedno ze šťastných řešení Pia XI., který až do konce zůstal v dobrých stycích s Československem.

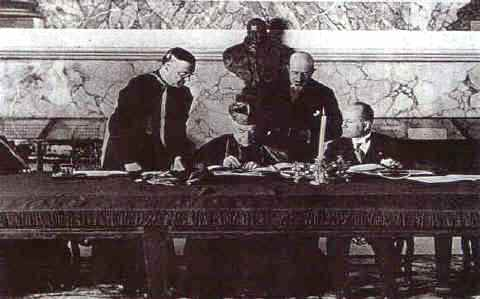
Okamžik podpisu Lateránských smluv

Dalekosáhlý význam mají ovšem tzv. Lateránské smlouvy, podepsané 11. února 1929 italským fašistickým státem a Svatým stolcem. V prvních letech ohlížel se Pius XI. na fašismus s jakýmsi uspokojením, poněvadž dal Itálii jakýsi pořádek, když demokratické strany nebyly s to zahladit všeobecnou demoralizaci způsobenou anarchií a marxismem.
Italský fašismus neměl také svou programovou bibli, jakou byl pro nacisty Mein Kampf a pro komunisty díla Marxova. Když se však Itálie měnila v násilný totalitní stát, Pius XI. nemlčel. Lateránskými smlouvami se papež zřekl teritoriálních požadavků v Itálii a uznal Savojský rod za svrchovaného vládce. Itálie mu přiznala nezávislost v malém papežském státě a odškodnění za zabavený církevní majetek. I když ústupek byl značnou obětí ze strany papeže, přece Pius XI., původem z Milána, nebyl zatížen citovým poměrem k bývalému papežskému státu a uvažoval realisticky. Budoucnost i v tom uznala jeho velikost. Konkordát s Itálií mu ovšem nijak nebránil promluvit, když bylo třeba, např. v listě Non abbiamo bisogno z července 1931, v němž bránil právo církve na výchovu mládeže a odsoudil fašistický pohanský kult státu, neslučitelný s vírou katolíka.
Svatý rok 1933 se konal v této nové historické souvislosti. I na něm se důrazněji projevuje silná osobnost papeže než na onom, který slavil v roce 1925. Ve svém vánočním projevu 24. prosince 1932 oznámil Pius XI. vyhlášení Svatého roku na památku 1900 let, jež podle zbožné tradice uplynou od Kristovy smrti, dodal však, že datum, ač pravděpodobné, není přesně dokazatelné. Proto neklade důraz na výročí smrti, nýbrž na vykupitelskou smrt Ježíšovu a na jiné významné události kolem ní, např. na ustanovení svátostí eucharistie, kněžství, pokání, primátu Petrova atd. Zatímco pokrokové noviny vyhlašovaly, že „neomylný papež se zmýlil“, anglikánský týdeník The Church Times poznamenal: „V poslední době měla Jeho Svatost papež mnoho šťastných vnuknutí. Žádné z nich však nemohlo být krásnější než výzva k věřícím, aby v roce 1933 slavili Svatý rok.“

### Papežská bula

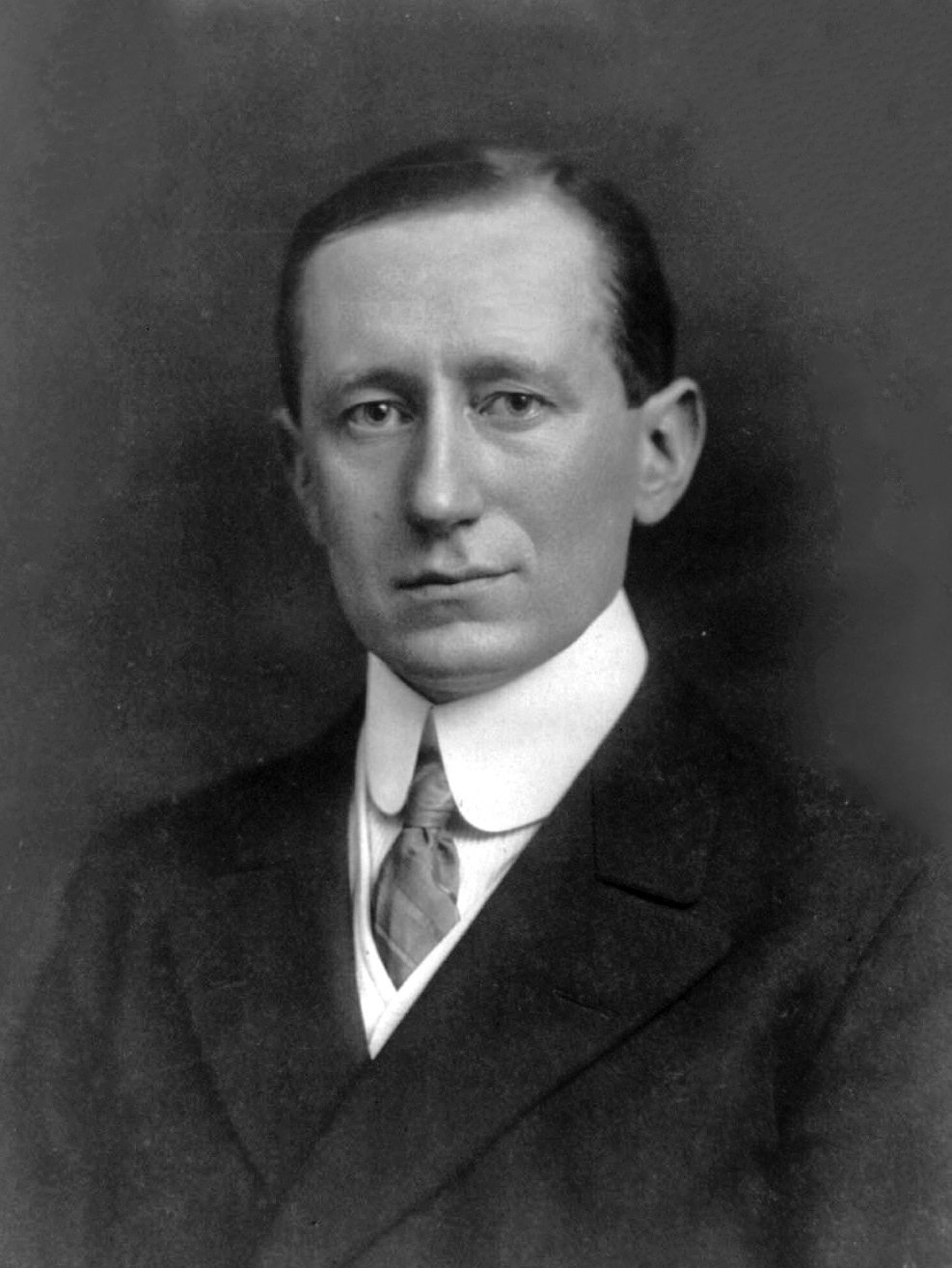
Guglielmo Marconi byl italský fyzik, vynálezce, podnikatel a politik, který pro papeže vybudoval Radio Vatikán.

V bule z 15. ledna 1933 opakoval Pius XI., co už řekl ve vánočním projevu, a stanovil, aby se Svatý rok slavil od Smrtelné neděle 2. dubna 1933 do Velikonočního pondělí 2. dubna 1934.
Je to zvláštní jubilejní rok, „zvláštní nikoliv, že by byl menší, nýbrž že je větší“. Měl přinést v neklidných a bouřlivých dobách duším mír, církvi svobodu, všem národům svornost a prospěch. Bulu doplňovaly tři konstituce z 30. ledna stanovící podmínky k získání jubilejních odpustků v Římě i mimo něj. V Římě postačily tři návštěvy čtyř římských bazilik, v nichž bylo třeba pomodlit se určené modlitby na úmysl Svatého Otce „za vzrůst církve ve světě a za svornost mezi národy, za vykořenění bludů a za pokoj a mír mezi lidmi“.
V den 75. výročí lurdských zjevení a výroční den podpisu Lateránských smluv, 11. února 1933, zahájil Pius XI. vysílání vatikánské rozhlasové krátkovlnné stanice. Tomuto zahájení vysílání, kterému byl přítomen i Guglielmo Marconi, začínalo slovy: „Pochválen buď Ježíš Kristus...“, a dostalo se mu odpovědi z Castel Gandolfo: „Na věky!“. Díky rozhlasové stanici byl obřad otevírání a zavírání Svaté brány poprvé v dějinách přenášen do celého světa.

### Obrat v Německu
Ještě v lednu 1933 nastal obrat v mezinárodní situaci, ve Francii se dostala k moci Daladierova vláda radikálních socialistů a v Německu byl říšským kancléřem jmenován Adolf Hitler. Ten 7. února rozpustil říšský sněm a vypsal na 5. března volby. Mezitím budova říšského sněmu shořela a na místě požáru byl zatčen komunista Marinus van der Lubbe, nato i dva komunističtí poslanci a ústředí komunistické strany bylo obsazeno vojskem. V politických volbách pak získala národně socialistická strana většinu. Jmenováním nových říšských komisařů získal Hitler moc nad celým Německem. 21. března se sešel v Potsdamu nový říšský sněm, na němž Hitler mj. vyhlásil, že „nová vláda Říše vidí v křesťanství neotřesitelné základy mravního života našeho lidu a přisuzuje také velkou důležitost udržení přátelských vztahů se Svatým stolcem“.

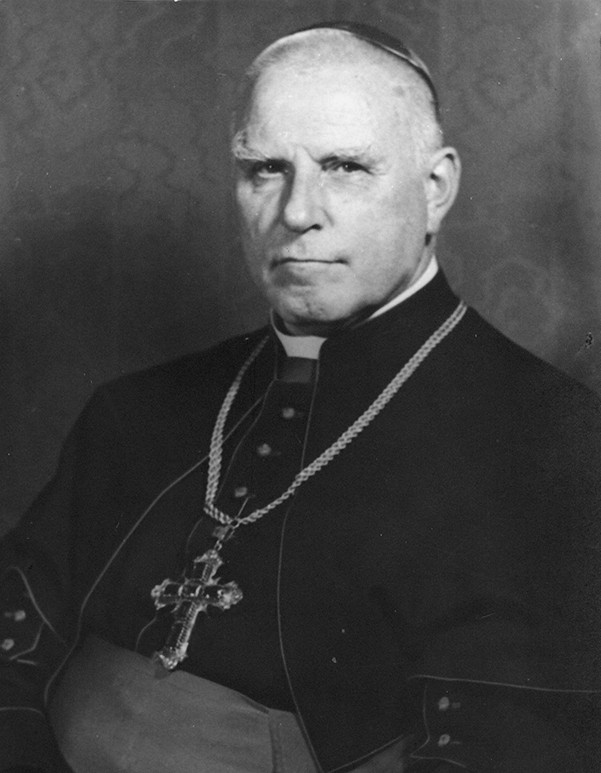
Kard. Clemens August von Galen (1878–1946)

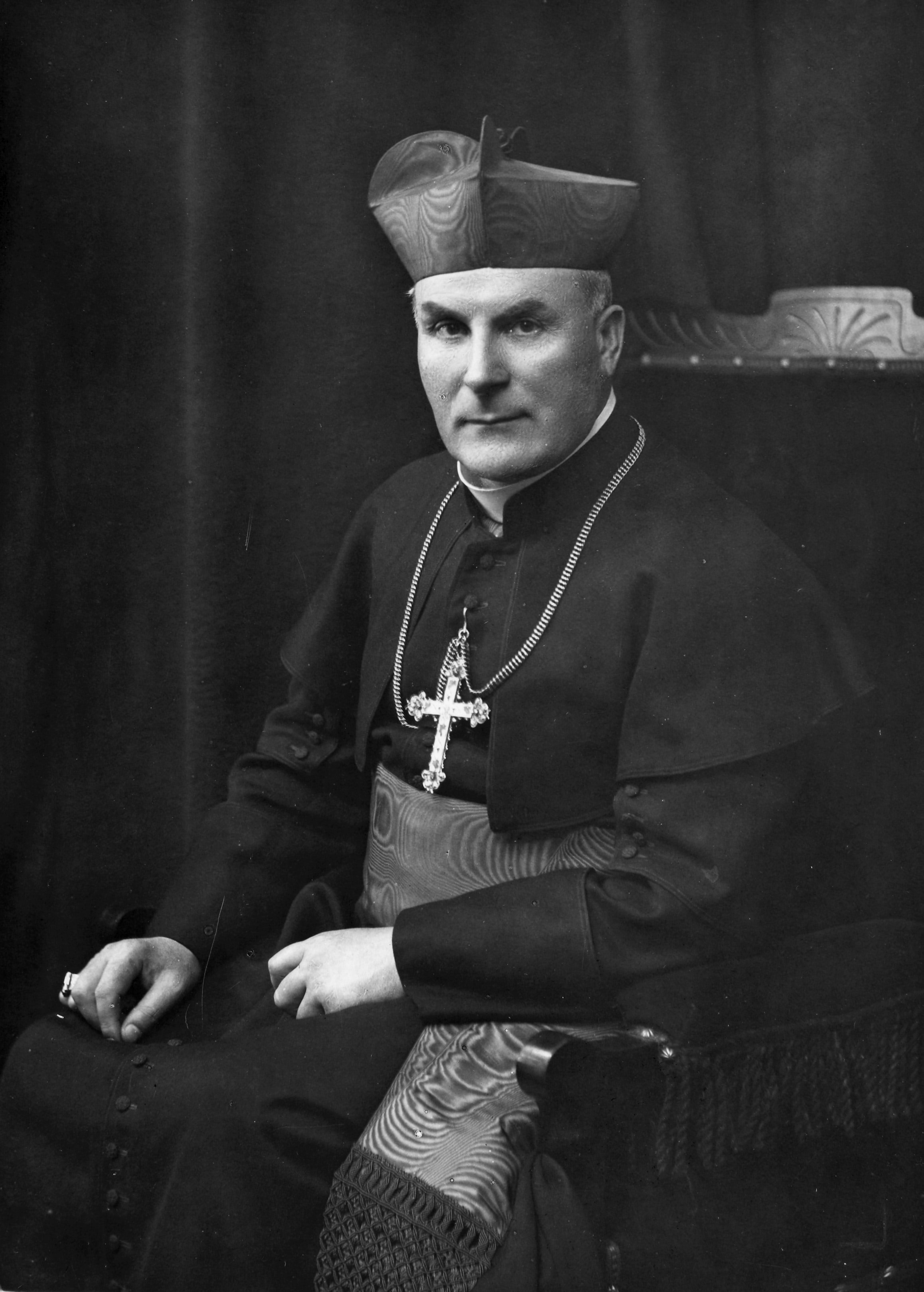
Kard. von Faulhaber (1869–1952)

Německá biskupská konference, v níž byli neohrožení odpůrci nacismu jako kardinál Michael von Faulhaber a Clemens August von Galen, se projevila opatrně: neodvolala předchozí odsouzení „jistých náboženských mravních omylů národně nacistické socialistické ideologie“ a prohlásila, že vzhledem k předešlému prohlášením vlády není třeba obecné zákazy a napomenutí považovat za nutné.
Německo se stalo 7. dubna 1933 z federalizovaného státu jednotnou Říší a na nacisty zorganizované manifestaci 1. května Hitler slíbil, že strhne přehrady mezi třídami obyvatelstva uměle vytvořené marxismem, a nato byly zlikvidovány nenacistické tábory. Aby uklidnil znepokojenou Evropu, vyhlásil 17. května, že německý národ nechce z Poláků a Francouzů dělat Němce jako kdysi, že Německo zachová mezinárodní smlouvy, v rámci odzbrojení zničilo zbraně, že nacistické organizace mají vnitřní úkoly boje proti komunismu a že Německo je ochotno podepsat jakoukoliv smlouvu o neútočení.

## Průběh

### Zahájení
V tomto neklidném ovzduší se měl slavit Svatý rok. Pius XI. konal 13. března tajnou konzistoř, v níž pověřil tři kardinály legáty otevřením Svatých bran a jmenoval i šest nových kardinálů. V promluvě si stěžoval zvláště na bratrovražedné boje v Mexiku, na ekonomickou krizi postihující na prvém místě děti a staré lidi a chudé a na otevřenou válku proti náboženství a Bohu. Přímo jmenoval „nešťastné Rusko, Mexiko, Španělsko“, ale nepřímo i nacistické Německo. Jeho varující hlas poukazující nejen na vážné nebezpečí hrozící církvi, ale též celé západní civilizaci zůstal osamocen, a proto se na něho soustředila urážlivá a pomlouvačná kampaň nepřátel:

Boļeslavs Sloskāns, apoštolský administrátor minsko-mohylevský

„V každé době byli nepřátelé a popírači Boha: Boží slovo je znovu a znovu nazývá nevědomci, i když nenávist a popírání jen zakrývají tajemství jejich srdce.“ Pius XI. nechce rozebírat, zdali válka proti Bohu zapříčinila válečné a ekonomické katastrofy, a pokračuje: „Pokud se církve týká, jistě mnoho trpěla a ještě vytrpí. Božský zakladatel předpověděl a zanechal své církvi slavný primát utrpení a pronásledování nepřáteli Boha, pravdy a dobra, ale též neméně slavné šiky bojovníků proti moci pekla a tmy. On však také jí a jí jediné přislíbil svou neustálou pomoc a nepřemožitelnost od nepřátelských sil. Devatenáct století potvrzuje a zaručuje věrné plnění těchto příslibů. Církev Kristova v každé době měla nepřátele a pronásledovatele. Všichni však padli a zmizeli. Jen ona stojí s důvěrou větší než kdykoliv jindy ve svou budoucnost, i když bolestné zkoušky někdy dosahují rozměrů zvlášť smutných.“
Slavnosti Svatého roku byly zahájeny na Smrtelnou neděli, dva týdny před Velikonocemi, otevřením Svaté brány v bazilice svatého Petra obvyklým obřadem. Bazilika nestačila pojmout všechny věřící. Přítomen byl také biskup Boļeslavs Sloskāns, apoštolský administrátor mohilevský, propuštěný z bolševických vězení výměnou za sovětského špióna; přijel do Říma 30. března. Papež Pius XI. následně jmenoval biskupa Sloskānse asistentem papežského stolce jako uznání za kruté zacházení, které zažil ve vězení.
1. dubna večer rozsvítil papež stisknutím vypínače ve Vatikáně i veliký kříž umístěný na vrcholku Monte Senario u Florencie, kde byl založen řád servitů, a postavený na paměť 700. výročí řádu. Malým obnosem na něj přispěl i Mussolini.

### Poutníci

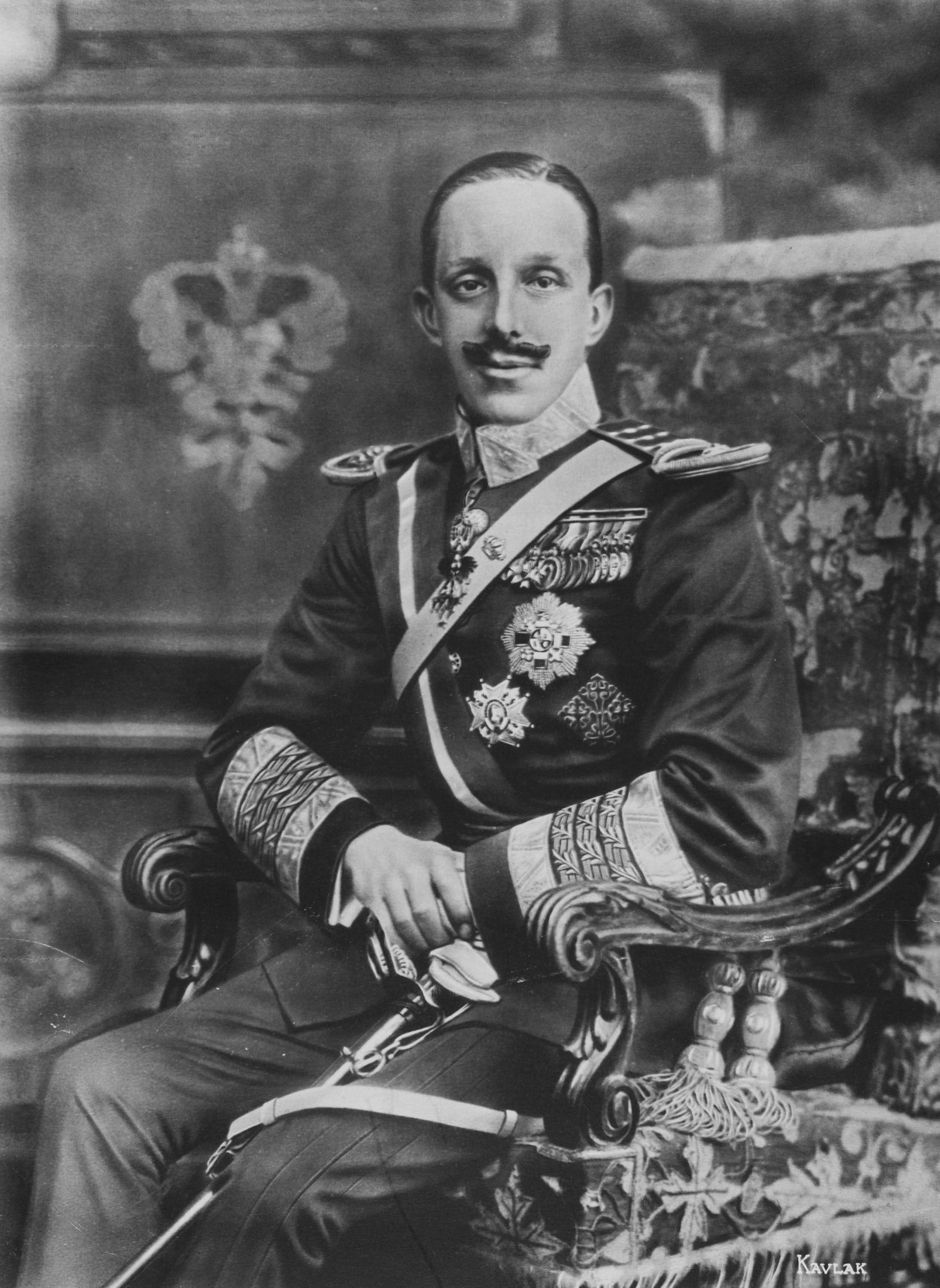
Poutník Svatého roku 1933 španělský král Alfons XIII. (1886–1941)

Vzhledem k tomu, že Svatý rok začal na jaře, hned od zahájení putovalo do Říma mnoho poutníků jak z Itálie, tak z celého světa. Přicházeli ve velkém počtu zvláště na významné příležitosti, jakými byla blahořečení a svatořečení a velké svátky. Odhaduje se, že na jednotlivé příležitosti se sjelo až 250 000 – 300 000 poutníků. Na základě zkušeností z roku 1925 byl tento Svatý rok naplánován velmi pečlivě. Liturgické obřady byly konány slavnostně a s usebraností. V první čtvrtek Svatého týdnu se za přítomnosti Pia XII. konala v Svatopetrské bazilice svatá hodina, ve Svatém týdnu opět papež sám konal obřady v různých kaplích vatikánských paláců, zvyk, který zanikl v roce 1870. Zvláště liturgie na Boží hod velikonoční v bazilice Svatopetrské zanechala v přítomných hluboký dojem. Byli jí přítomni bývalý španělský král Alfons XIII. a irský ministerský předseda Éamon de Valera. Po ní poprvé po 63 letech udělil Pius XI. slavné velikonoční požehnání Orbi et Urbi poutníkům, kteří zaplnili náměstí před bazilikou. Byl uvítán nadšeným provoláváním, které ztichlo pouze, když mluvil. Na náměstí se také navzájem zdravila papežská a italská vojska, něco, co bylo ještě v roce 1925 nemyslitelné.
Poutníci neustávali přijíždět ve skupinách – bylo mezi nimi mnoho univerzitních a středoškolských studentů s profesory a intelektuálů, ale také dělníků, železničářů a diecézních poutí s biskupy, takže papežské audience se konaly denně a pokud možno pro každou skupinu zvlášť; to znamenalo, že Pius XI. někdy k nim hovořil až osmkrát za odpoledne a vracel se unaven v devět hodin večer. Z Čech přijela velká pouť 750 osob s biskupem Kašparem už v dubnu. Pak následovaly další.
Postupně navštívil Pius XI. všechny jubilejní baziliky: např. Lateránskou na svátek Nanebevstoupení Páně. Podle starého zvyku při mši svaté četl evangelium a kázal před papežem opět mladý jáhen z koleje Capranica, papež opět poprvé od 26. května 1870 udělil požehnání z balkónu baziliky, 30. června, v den památky sv. Pavla byl nad hrobem svatého Pavla v bazilice, odevzdané podle Lateránských dohod znovu Svatému stolci, 11. října na svátek Mateřství Panny Marie byl přítomen mši svaté v bazilice Panny Marie Větší. Na svátek Božího těla se konal opět poprvé po šedesáti letech na náměstí Svatého Petra eucharistický průvod.

### Blahořečení a svatořečení

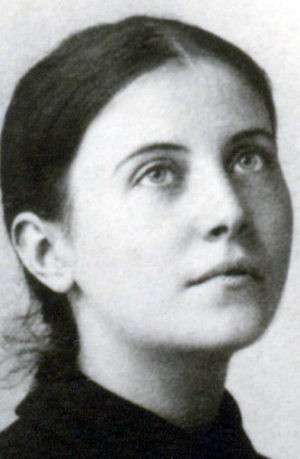
Gemma Galganiová (1878–1903), blahořečená 14. května 1933

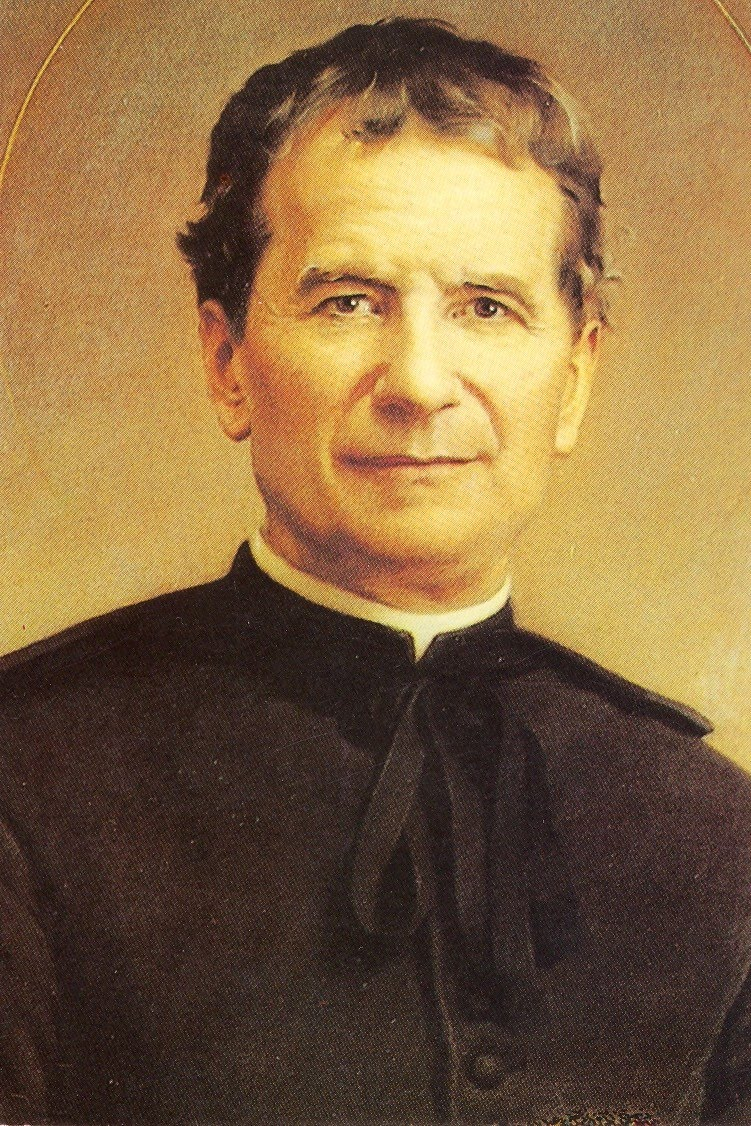
Jan Bosco (1815–1888), zakladatel kongregace salesiánů Dona Boska

Nejvíce poutníků ovšem do Říma přitahovaly obřady blahořečení a svatořečení. Během roku 1933 bylo za blahoslavené prohlášení 5 osob a svatořečeny 2, zatímco v roce 1934 byly blahořečeny 4 osoby a svatořečeno 7 blahoslavených. Noví světci pocházeli převážně z nové doby. Tak při blahořečení služky Gemmy Galgani 14. května, jež zemřela v mladém věku v roce 1904 v toskánském městě Lucca, byla přítomna nejen její sestra, ale i rodina Giannini, u níž sloužila, a farář, který ji pokřtil. Blahořečení se zúčastnil belgický poutník Edmund Duvivier z Hasseltu, který v 51 dnech ušel 1679 kilometrů. Nemohl se ovšem měřit s rekordem Josefa Alaise Weye ze Singapuru, který během svého putování pěšky do Říma musel překonat 15 000 kilometrů po stopách Marca Pola.
Dne 21. května byl blahořečen i obnovitel jezuitského řádu po jeho zrušení P. Giuseppe Pignatelli. Triumfální byla ovšem kanonizace svatého Jana Bosca, zakladatele kongregace salesiánů, 1. dubna 1934, na samém sklonku Svatého roku.
Během kanonizací byl obnoven i starý zvyk osvětlovat kupoli, fasádu i kolonádu Svatopetrské baziliky. Poprvé se tak stalo 12. března 1622. Je k tomu třeba 5 000 olejových lamp a 8 000 pochodní, jež zapaluje současně 300 dělníků rozdělených do 36 skupin. Svou pozornost vůči misijním zemím projevil Pius XI. i vysvěcením 5 domorodých asijských biskupů 11. června.

### Uzavření Svatého roku
Když Pius XI. uzavíral Svatou bránu v bazilice svatého Petra jednou pozlacenou a dvěma postříbřenými cihlami, mohl být spokojen s odezvou tak nečekanou, již proti všem předpovědím vzbudila jeho výzva k slavení Svatého roku v celém světě. Zvlášť velká byla odezva v Itálii, v Německu, ale i ve Španělsku a jinde. Podle vžitého zvyku prodloužil tehdy konstitucí Quod superiore anno Svatý rok pro celý svět. V konstituci, v níž vyzýval, aby se to dělo modlitbami a oběťmi, aby bylo možno napravit tak nesmírnou urážku Boží velebnosti, způsobenou nevěrci, pokračuje: „Modlíme se tedy, aby to konali všichni křesťané, totiž aby dosáhli modlitbami na milosrdném Otci, aby tyto hrůzné snahy těchto zločinců, kteří se nejen pokoušejí zvrátit jakékoliv náboženství, ale i samu lidskou vzdělanost, byly konečně potlačeny a vyzněly do prázdna.“

## Papežovo volání po míru
Svatý rok 1933 je nepochybně vrcholem pontifikátu Pia XI. Další a poslední léta jsou poznamenána jeho neúnavným obranným bojem za práva už nejen víry, ale také člověka. I když později uzavřel konkordát s nacistickým Německem, přece neustával pozvedávat svůj hlas, kdekoliv viděl hrubé narušování jakýchkoliv spravedlivých práv. Tak jako kdysi sám sepsal odsouzení italského fašismu v listě Non abbiamo bisogno, tak v roce 1937 s datem 19. března vydal svůj okružní list Divini Redemptoris proti bezbožeckému komunismu, aby dokázal, že církev se staví proti jakékoliv formě totalitarismu a bezbožectví. V úvodu popisuje výsledky materialistické nauky takřka prorocky, takže dnešní čtenář má dojem, že Pius XI. popisuje společnost, již viděl vlastníma očima.

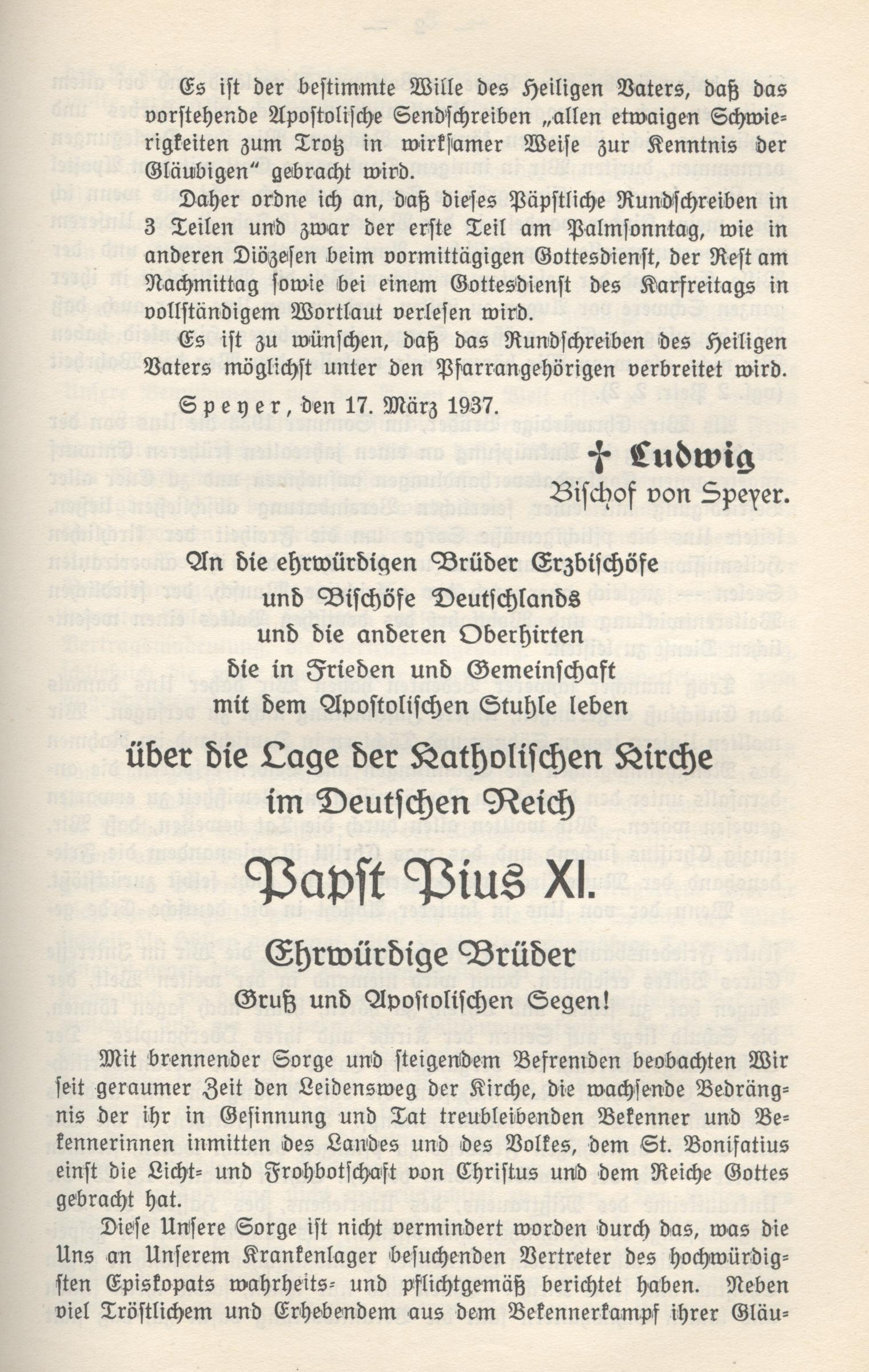
Encyklika Mit brennender Sorge vydaná papežem Piem XI. byla první encyklikou napsanou v němčině

Nic nemohlo být německým nacistům milejšího než tento okružní list. Papež konečně pochopil jejich boj. Jejich euforie však trvala jen několik dní. Na Květnou neděli roku 1937 četli němečtí kněží v Říši německy psaný okružní list Mit brennender Sorge (ze 14. března), v němž se odsuzují všechny naukové omyly nacismu. Končí zdůrazněním nauky církve, stojící tváří v tvář kolektivnímu potlačení lidské svobody: „Člověk jako osoba má nezcizitelná práva, jež přijal od Boha.“ 13. dubna roku 1938 znovu vydal Pius XI. soupis mylných nauk nacismu a nebezpečných nauk, převlečených pod jménem vědy, jejichž cílem je pouze zvrátit mysl lidí a připravit je o pravou víru. Podobná varování vyjádřil papež, který se nedal umlčet, ještě v 23 promluvách.
V roce 1938 stále častěji hovořil Pius XI. o svých obavách z nebezpečí války. V neděli 21. srpna prohlásil seminaristům misijní univerzity Propagandy: „Chraňte se především přehnaného nacionalismu jako skutečné kletby. Zdá se nám, že všechny události nám dávají za pravdu, hovoříme-li o skutečné kletbě, neboť je to kletba rozdělení, rozporů, spojená s nebezpečím válek.“
Po tzv. mnichovské dohodě vydal Pius XI. 29. září poslední výzvu, v níž žádal o modlitby za mír v celém světě a volal vládce světa k zodpovědnosti za životy milionů lidí, žijících v hrůze z války. Nakonec pohnutým hlasem dodal: „Tento život, který nám Pán dal a téměř obnovil, z celého srdce obětujeme za spásu a mír světa: na Něm, Pánu života a smrti, je, chce-li nám odejmout neocenitelný a už dlouhý dar života, nebo chce-li ještě prodloužit pracovní den trpícímu a znavenému dělníku.“ Pius XI. nabídl v oběť svůj život na svátek svatého Václava a odsoudil mnichovskou dohodu. Pražský kardinál Kašpar mu poděkoval dopisem státnímu sekretáři kardinálu Pacellimu, v němž jej prosil, aby jej předal papeži – „ jedinému, kdo se nás v těchto těžkých dnech odvážil zastat“.

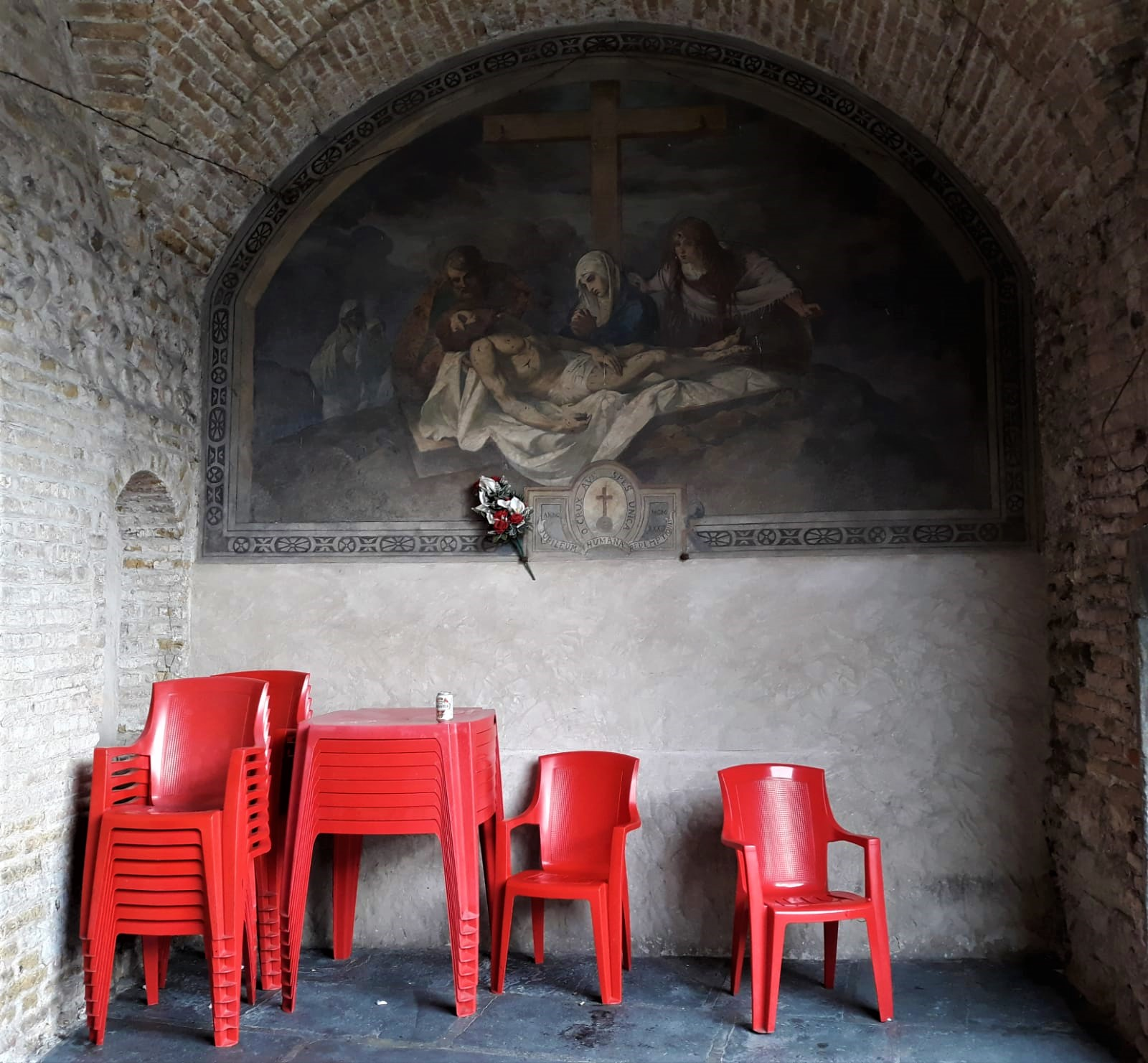
V pozadí Snímání z kříže od Girolama Poloniho – Jubileum 1933. Portici della Misericordia, Romano di Lombardia (13. 3. 2020)

## Epilog
Nikdo jistě nebude podezřívat francouzského státníka George Bidaulta z přehnaného klerikalismu. Slova, jež však napsal 30. září 1938, dobře vystihují postavu Pia XI. a celý jeho pontifikát: „V tomto smutku, v němž jsme ponořeni, při této abdikaci kdysi tak hrdých demokracií nám dodává hrdost a útěchu jen jediný hlas. Je to hlas velkého papeže Pia XI., jediný nebojácný hlas uprostřed tolika zrad, hlas, který hovoří znovu ve prospěch míru, dnes stejně jako vždy. Neboť jeho hlas se nemění s větrem, nepohne jím závan strachu ani panika ... V tento den vzýval Pius XI. svatého Václava: Když se hroutí to, co náleží světu, pochopí snad svedení lidé, kde je skutečná odvaha a kde jsou slova, jež neklamou.“